# 迈凯涅什
迈凯涅什，是匈牙利巴兰尼亚州所辖的一个村。总面积17.77平方公里，总人口280，人口密度15.8人/平方公里（2011年1月1日）。